# D. B. Sweeney
Pour les articles homonymes, voir Sweeney.
D. B. Sweeney est un acteur américain né le 14 novembre 1961 à Shoreham, sur l'île de Long Island.

## Filmographie

### Acteur

#### Cinéma
- 1986 : Les Coulisses du pouvoir (Power) : College Student
- 1986 : Fire with Fire : Thomas Baxter
- 1987 : Jardins de pierre (Gardens of Stone) de Francis Ford Coppola : Jackie Willow
- 1987 : 260 chrono (No Man's Land) : Benjy Taylor
- 1988 : Les Coulisses de l'exploit (Eight Men Out) :Joseph 'Shoeless' Jefferson Jackson
- 1989 : Sons : Ritchie
- 1990 : Memphis Belle : Lt. Phil Lowenthal
- 1991 : Perverse Cop (Blue Desert) : Steve Smith
- 1991 : Heaven Is a Playground : Zack Telander
- 1992 : Le Feu sur la glace (The Cutting Edge) : Doug Dorsey
- 1992 : Leather Jackets de  Lee Drysdale : Mickey
- 1992 : En Dag i oktober : Niels Jensen
- 1993 : Visiteurs extraterrestres (Fire in the Sky) : Travis Walton
- 1993 : Hear No Evil : Ben Kendall
- 1995 : Un ménage explosif (Roommates), de Peter Yates : Michael Holzcek
- 1995 : Trois vœux (Three Wishes) : Jeffery Holman
- 1996 : Frame by Frame
- 1997 : Spawn : Terry Fitzgerald

- 1999 : The Book of Stars : Prisoner
- 1999 : The Weekend : Tony
- 1999 : Goosed : Steve Steven
- 2000 : Dinosaure (Dinosaur) : Aladar (voix)
- 2000 : After Sex : Tony
- 2001 : Hardball (Hard Ball) de Brian Robbins : Matt Hyland
- 2002 : Compte à rebours explosif (Greenmail) (vidéo) : Jeremy O'Brien
- 2003 : Frère des ours (Brother Bear) : Sitka (voix)
- 2006 : The Darwin Awards : Detective Maguire
- 2006 : Two Tickets to Paradise (en) : Billy McGriff
- 2012 : Taken 2 : Bernie Harris, un ancien collègue de Bryan

- 2012 : Atlas Shrugged: Part II de John Putch : John Galt

- 2015 : Chiraq de Spike Lee : le maire
- 2019 : Captive State de Rupert Wyatt : Levitt
- 2024 : Megalopolis de Francis Ford Coppola : commissaire Stanley Hart

#### Télévision
- 1985 : Un tueur dans New York (en) (Out of the Darkness) : Mike
- 1989 : Lonesome Dove : Dish Boggett
- 1992 : Miss Rose White : Dan McKay
- 1995 : Drôle de chance (Strange Luck) : Chance Harper
- 1997 : C-16 ("C-16: FBI") : Scott Stoddard
- 1999 : Dorothy Dandridge (Introducing Dorothy Dandridge) : Jack Denison
- 1999 : Harsh Realm : Mike Pinnochio
- 2000 : Au-delà du réel : L'aventure continue, saison 6 épisode 15 ("Le Réseau") : Scott Bowman
- 2002 : Superfire, l'enfer des flammes (Superfire) : James Merrick
- 2004 : Speak : Jack Sordino
- 2004 : Going to the Mat : Coach Rice
- 2004 : La vie comme elle est  : Michael Whitman
- 2006 : Jericho : Goetz
- 2006 : Dr House : Dylan Crandall
- 2009 : Esprits criminels : U. S. Marshal Sam Kassmeyer[
- 2010 - 2011 : The Event : Carter
- 2014 :  Mon Oncle Charlie  : Larry (saison 11)

### Scénariste, réalisateur et producteur
- 2006 : Dirt Nap